# Millardia meltada
Espèce
Statut de conservation UICN

 LC  : Préoccupation mineure
Synonymes
- Golunda meltada Gray, 1837[2]
- Millardia comberi (Wroughton, 1907)[3]
- Millardia dunni Thomas, 1917[3]
- Millardia lanuginosus (Elliot, 1839)[3]
- Millardia listoni (Wroughton, 1907)[3]
- Millardia meltada dunni[2]
- Millardia meltada pallidor[2]
- Millardia mettada (Wroughton, 1907)[3]
- Millardia pallidior Ryley, 1914[3]
- Millardia singuri Mandal & Ghosh, 1981[3]
- Mus comberi Wroughton, 1907[2]
- Mus lanuginosus Elliot, 1839[2]
- Mus listoni Wroughton, 1907[2]
- Rattus meltada meltada[2]
- Rattus meltada pallidor[2]
- Rattus meltada[4]

Millardia meltada est une espèce de rongeurs de la famille des Muridae.

## Répartition et habitat
Cette espèce est présente au Pakistan, en Inde, au Sri Lanka et au Népal. Elle vit dans les forêts tropicales sèches, les prairies tropicales et les zones agricoles jusqu'à 2 670 m d'altitude.